# Michèle Causse
Michèle Causse (Martel, 29 de julho de 1936 – Zurique, 29 de julho de 2010) foi uma ativista, autora e autoproclamada lésbica radical francesa.

## Primeiros anos
Causse nasceu na região de Martel, em Lot, na França. Mais tarde, ela lecionou na Tunísia e depois viveu por dez anos em Roma, onde estudou chinês. Posteriormente, ela se mudou para Martinica e depois para os Estados Unidos antes de emigrar para o Canadá.

## Análise temática
A acadêmica canadense Clive Thompson se referiu a Causse como uma "escritora de textos lésbicos radicais". Em suas obras, ela critica a heterossexualidade, afirmando que "enquanto uma mulher deseja agradar um homem, ela é inautêntica... Ela não tem a integridade, a incorruptibilidade que vem com o não desejo de agradar".
Causse também criticou tanto o movimento feminista quanto o conceito de movimento homossexual, afirmando: "Não sou feminista, não sou homossexual, sou uma lésbica radical". Ela acreditava que "o movimento das mulheres é sustentado por lésbicas em todos os países; é um movimento lésbico, profundamente lésbico". Ela também criticou a influência do patriarcado sobre as lésbicas, alegando que as lésbicas foram "falizadas" na década de 1980 pelo movimento homossexual masculino.

## Traduções
Causse traduziu entre os idiomas francês, inglês e italiano e era fluente em todos os três idiomas. Suas traduções de obras incluíam textos de Herman Melville, Gertrude Stein, Ti-Grace Atkinson, Djuna Barnes, Jane Bowles, Willa Cather, Mary Daly, Ignazio Silone e Alice Munro.

## Últimos anos e morte
Nos seus últimos anos, viveu no sudoeste da França. Causse escolheu pôr fim à sua vida no seu 74º aniversário, em associação com a Dignitas, um grupo de suicídio assistido na Suíça.

## Obras publicadas

### Artigos científicos
- Nomen est omen (em francês), post-face in "Défigures du soi", (inédit)
- Claude Cahun ou la mutante héroïque (em francês), Pour une anthologie des créatrices lesbiennes dans la Résistance, a cura di Paola Guazzo, Bagdam Espace Lesbien, avril 2008
- La narrée navrée (em francês), Centenaire de Violette Leduc, Revue Trésors à prendre, dir. Elisabeth Seys, 2007
- Inside Deep throat (em francês), comentário do filme Deep Throat, em colaboração com Katy Barasc, Sysiphe, 2006
- Pourquoi les gays ne peuvent-ils pas être les alliés objectifs des lesbiennes ? (em francês), Les Pénélopes, 2002, Bagdam Espace Lesbien, 2006
- Noir dessein (lettre à Nicolas Hulot) (em francês), Bagdam Espace Lesbien, 2006
- Le genre comme espace de contention (em francês), Université de Beyrouth, 2005
- A propos de Lynndie England: Tragédie de la mimesis ou comment muer l'objet en sujet répréhensible (em francês), em colaboração com Katy Barasc, Sysiphe, 2004
- Qui a peur de Valerie Solanas ? (em francês), Bagdam Espace Edition, Toulouse, 2004, páginas 19–35
- Hommage à Monique Wittig, Tribute to Monique Wittig. Extrait du chapitre "La grande Pérégrine" em Voyages de la Grande Naine en Androssie (em francês). Ed. Trois, Montreal, 1993, numéro spécial, Labrys-études féministes, Brasília-Montreal-Paris, setembro de 2003
- Sur le voile (em francês), Sisyphe, 2003
- Une politique textuelle inédite : l'alphalecte em Lesbianisme et féminisme. Histoires politiques (em francês), Ed. L'harmattan, 2002
- L'universite : Alma mater ou père indigne ? (em francês), 2e Colloque international d'études lesbiennes: La grande dissidence et le grand effroi, Actes du colloque Espace lesbien n° 2, Bagdam Espace Edition, Toulouse, 2001

### Livros
- Dé/figures du soi (em francês, não publicado)
- Hors de soi in ...Disent-ils (em francês), Ed. Ahla/Bagdam, Montreal / Toulouse, 2006
- Concept d'amour né de l'écriture de (em francês), Bagdam Espace Lesbien, Toulouse, 2006
- Contre le sexage, le bréviaire des Gorgones (em francês), Ed. Balland, Paris, 2000
- Court of appeal (em francês), récit en anglais, Revue Tessera, Montreal, 1996, in Anthologie Orlanda Frauenverlag, Berlim, 1997
- Quelle lesbienne êtes-vous ? (em francês), Paroles de lesbiennes, Archives Recherches Cultures Lesbiennes ARCL, Paris, 1996, 72 p.
- Duelle (em francês), Revue Treize, Montreal, 1994
- Voyages de la grande naine en Androssie (em francês), Ed. Trois, Laval, Quebec, 1993
- L’Interloquée-Les Oubliées de l’oubli-Dé/générée (em francês), Ed. Trois, Laval, Quebec, 1991
- The world as will and representation em Lesbian Philosophies and cultures (em inglês), Ed. Jeffner Allen, 1990, páginas 259–274
- L'ilote (em francês), Revue Trois, Montreal, 1990
- A quelle heure est la levée dans le désert ? (em francês), Ed. Trois, Laval, Quebec, 1990
- (          ), (prononcer Parenthèses), Collection Topaze, Ed. Trois, Laval, 1987, 148 p.
- Le monde comme volonté et représentation em Emergence d'une culture au féminin (em francês), Ed. St Martin, Montreal, 1986
- Lettres à Omphale (em francês), Ed. Denoël-Gonthier, Paris, 1984
- Rencontre avec Djuna Barnes em L'almanach des dames (em francês), Ed. Flammarion, Paris, 1982, Amesterdã, 1983, páginas 139–160
- Berthe ou un demi-siècle auprès de l'Amazone (em francês), Ed. Tierce, Paris, 1982
- L'intruse (em francês), poésie, Ed. du Nouveau Commerce, Paris, 1980
- Petite réflexion sur Bartleby (em francês), Ed. du Nouveau Commerce, Paris, 1980
- Lesbiana. Seven Portraits (em francês), Ed. du Nouveau Commerce, Paris, 1980
- Dire du corps, corps du dire em Journal d'une femme soumise de Mara (em francês), Ed. Flammarion, Paris, 1979, Amesterdã, 1981
- Ecrits Voix d'Italie (em francês), Ed. des Femmes, Paris, 1977
- L’encontre (em francês), Ed. des Femmes, Paris, 1975

### Multimídia
- La narrée navrée (em francês), palestra, Centenaire de Violette Leduc, video, Arras, 2007
- Une écrivain en terres occupées (em francês), filme de Michel Garcia-Luna, DVD 47mn20, Ed. Lunaprod, 2005
- Corps de paroles (em francês), filme de Suzanne Vertue e Dianne Heffernan, 37mn, Video-elles, Montreal, 1989
- A la lettre (em francês), cassette, Ed. Anne-Marie Alonzo, Montreal